# Štamberk
Štamberk (původně Šternberk) je zřícenina hradu z poslední čtvrtiny 13. století, nacházející se ve výšce 695 m n. m. na jižním úbočí kopce Vrch (726 m n. m.) nad Řásnou v okrese Jihlava v kraji Vysočina. Je chráněn jako kulturní památka České republiky.

## Historie
Postavil jej zřejmě bítovský purkrabí Jaroslav ze Šternberka na konci 13. století. V písemných listinách se ale poprvé uvádí až roku 1356, kdy ho Štěpán z Březnice prodal Jindřichovi II. z Hradce. V letech 1399–1404 drželi hrad páni z Kravař. Hrad zanikl za husitských válek a v současné době je z něj zřícenina se zbytky zdí.
V letech 2020–2023 byly provedeny sanace a dozdění torza věžní zdi, která tím byla staticky zajištěna, a úpravy okolí, společně s archeologickým průzkumem; v místě někdejšího nádvoří byl též postaven dřevěný přístřešek. Z místa se naskýtá výhled na jih; za výborné dohlednosti lze spatřit vrcholy dolnorakouských Alp (Schneeberg, Ötscher).

## Galerie

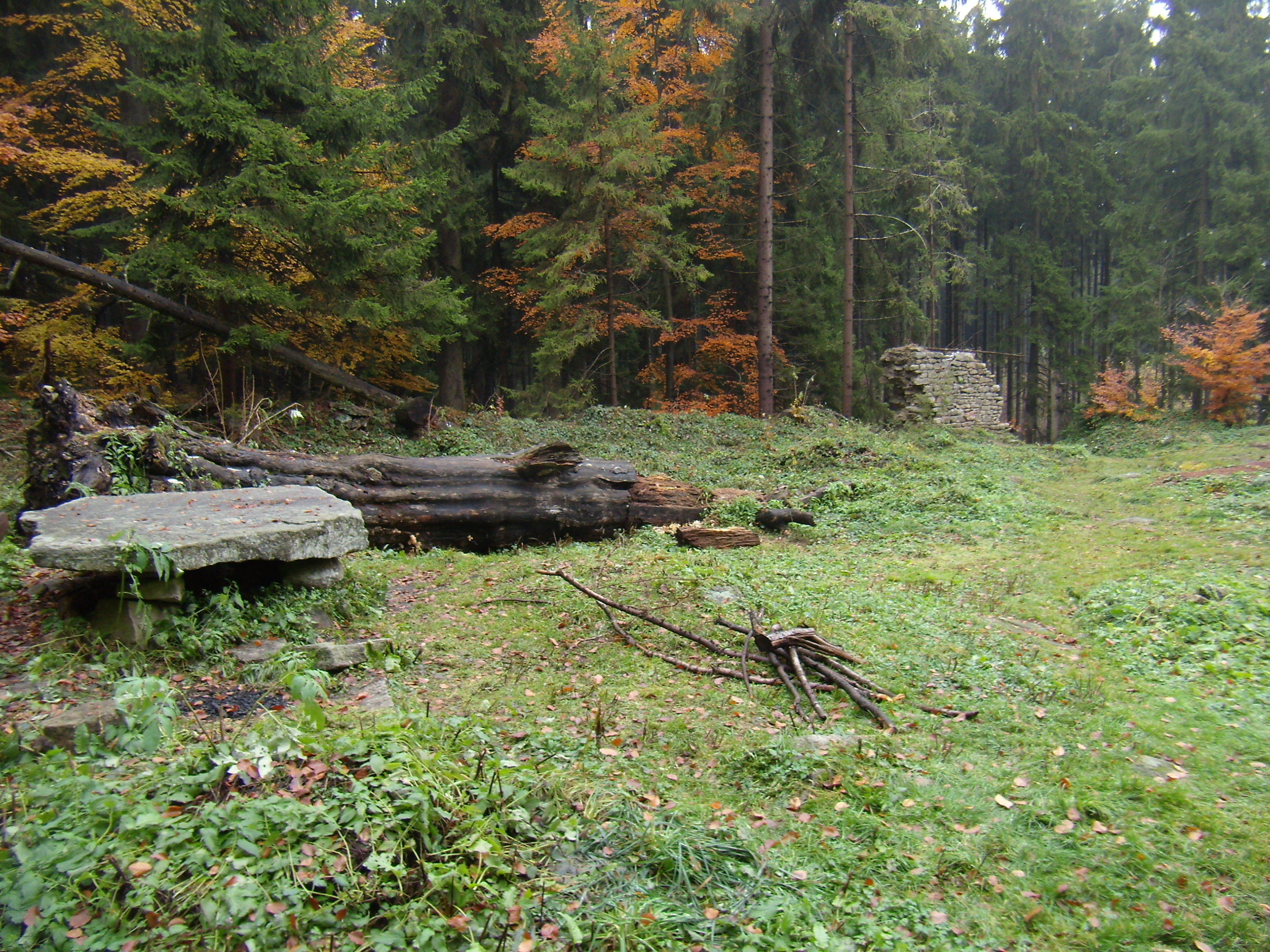
Zřícenina hradu
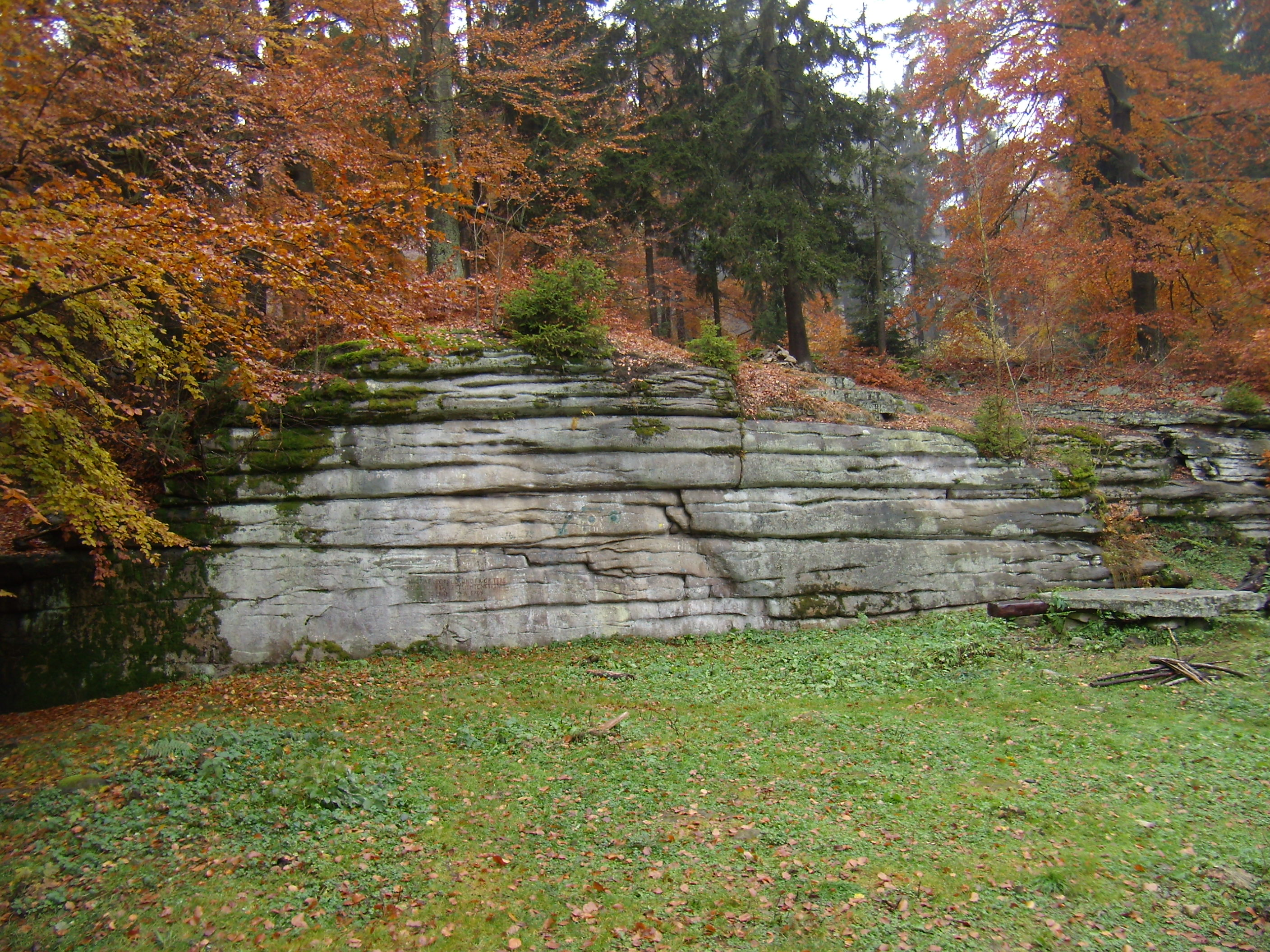
Skalisko
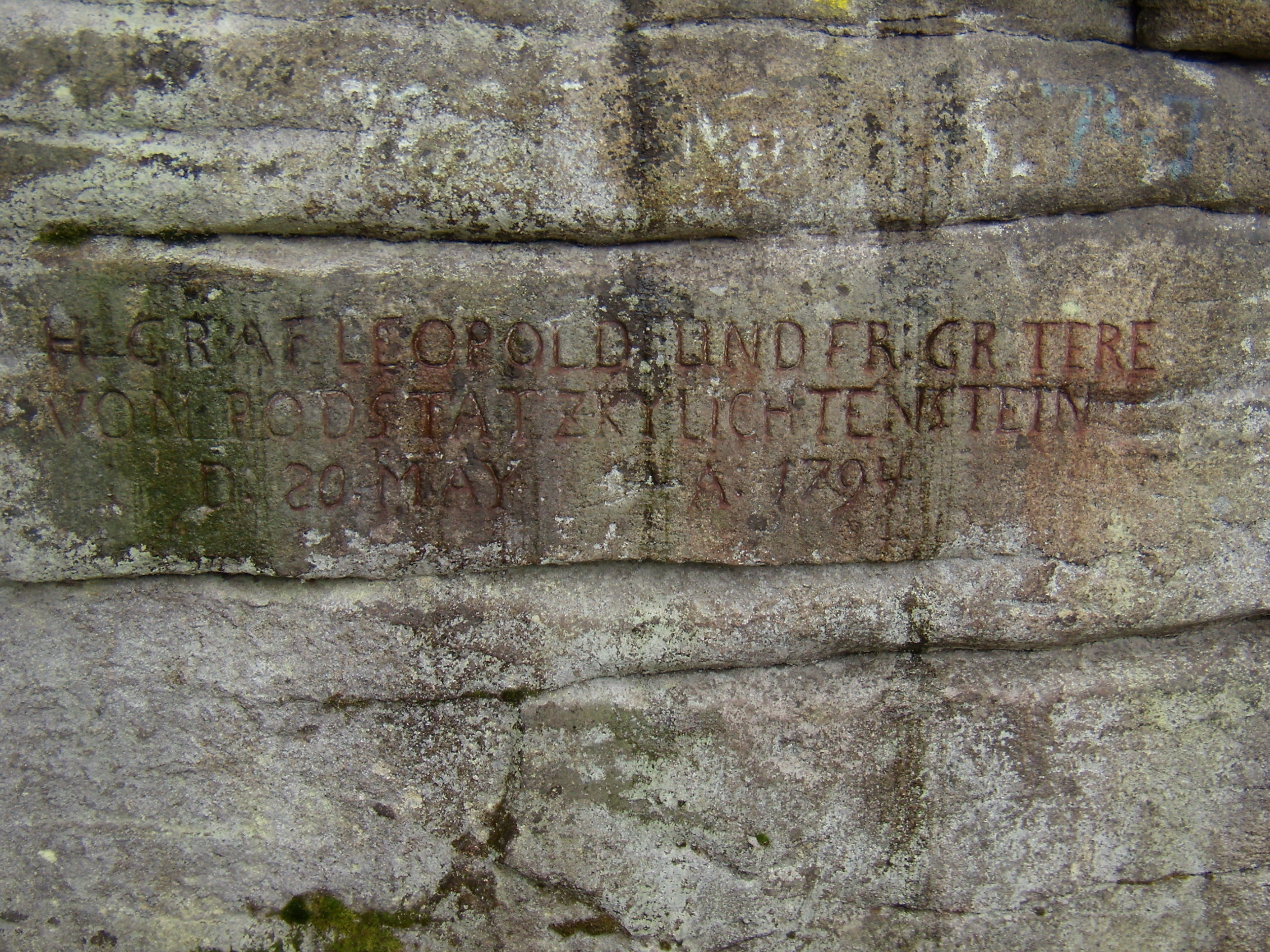
Nápis na skále